# Heroes Den Bosch
Heroes Den Bosch is een Nederlandse basketbalclub uit 's-Hertogenbosch die uitkomt in de BNXT-league. De club werd opgericht als EBBC, maar kende door sponsoring verschillende namen en heet sinds 2019 Heroes Den Bosch. De club is 18-voudig Nederlands kampioen en is daarmee de succesvolste club in de Nederlandse basketbalgeschiedenis. Ook won Den Bosch negen keer de NBB-Beker /Basketball Cup en twee keer de Supercup. De thuiswedstrijden van Heroes worden gespeeld in Maaspoort Den Bosch. 

## Historie

### Beginjaren

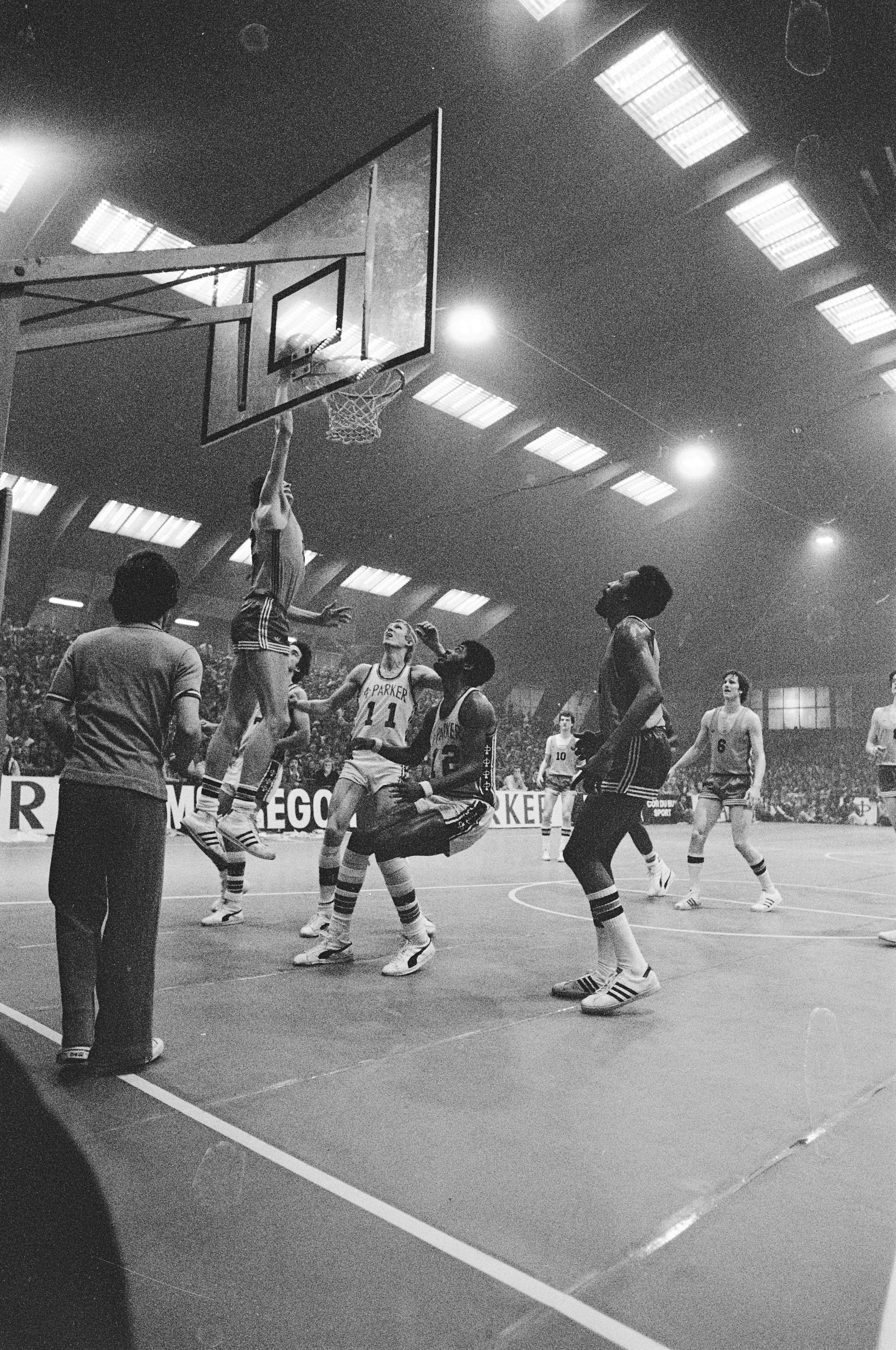
Parker tegen EBBC (1979)

Op 18 oktober 1952 wordt de Eerste Bossche Basketball Club (EBBC) opgericht door Cees Vossen, Tom van der Leur, Hans van Oorschot en Frans van de Wiel. In 1965 promoveert EBBC voor de eerste keer naar de Eredivisie, maar erg succesvol was dit niet en de ploeg degradeert weer na twintig nederlagen.
In 1972 keert EBBC weer terug op het hoogste niveau en wordt met sporthal De Vinkenkamp als thuishaven de zevende plaats bereikt. Oud-speler Rinus de Jong is in die periode zowel voorzitter als coach. Steve Bravard, Vince Fritz, Theo Kropman en Ton Boot zijn de bekendste spelers. In 1974 maakt De Jong als coach plaats voor de legendarische Jan Janbroers. Onder diens leiding wordt EBBC in het seizoen 1973-1974 vijfde.
De progressie wordt daarna doorgetrokken met sponsor Sperry Remington. Het maakt de komst mogelijk van de eerste Nederlandse Amerikanen, John van Vliet en Herrick Lengers. De vierde plaats in de door Transol RZ, Levi's Flamingo's en Raak Punch beheerste eredivisie wordt bereikt. De volgende stap wordt gemaakt met de transfer van Nederlands grootste basketbaltalent van die tijd Kees Akerboom. Hij komt over van Levi's, maar raakt al snel uit beeld door een gebroken hand. EBBC staat op dat moment eerste, maar met Akerboom vier maanden aan de kant moet de Bossche ploeg de titel laten aan Kinzo Amstelveen. EBBC wordt derde.
De mislukte jacht op de felbegeerde landstitel is het signaal voor Rinus de Jong en de tweede grote man achter de club, Ton Kwaks, een vijfjarenplan neer te leggen. Dat moet leiden tot de landstitel en een permanente positie in de Europese subtop. Vooral met die laatste ambitie wordt het duo voor gek versleten, maar beetje bij beetje komt de droom dichterbij. In het seizoen 1977-1978 gaat het nog wel mis. EBBC wordt onder de naam Falcon Jeans weliswaar eerste in de reguliere competitie, maar vliegt er uit in de eerste ronde van de allereerste play-offs van het Nederlandse basketbal.
De Jong en Kwaks nemen rigoureuze maatregelen. Ton Boot, tot dat moment alleen nog met junioren actief, wordt benoemd tot coach. Van concurrent Kinzo komen de Nederlandse Amerikanen Al Faber en Dan Cramer. Van de toenmalige Europese topclub Racing Mechelen maakt de beste center van de Europese velden James Lister de overstap. De tweede Amerikaan wordt Buff Kirkland (Raak Punch). Samen met de al aanwezige Kees Akerboom, Jan Dekker, Theo Kropman, John van Vliet en Rob van Essen vormen zij een blok dat jaren het Nederlandse basketbal beheerst en doorstoot tot de Europese top. Rinus de Jong draagt alle lasten persoonlijk, want er is geen sponsor.
Op 7 maart 1979 bereikt EBBC de finale van het toernooi om de Europa Cup II door in een legendarische wedstrijd Bologna na twee verlengingen te verslaan (115-102), maar op 21 maart gaat het in de finale tegen Gabetti Cantù mis. Zowel Kees Akerboom als Dan Cramer is geblesseerd. Beiden spelen wel mee, maar slechts op halve kracht. De Italianen winnen, met moeite. Kort voor tijd is het nog maar twee punten verschil, maar het wordt uiteindelijk 73-83.
Anderhalve maand later is het dan toch feest in Den Bosch. De eerste landstitel wordt binnengehaald met in de finale twee overwinningen op het rijkere en volgens kenners toen zelfs nog beter bezette Parker Leiden. In Den Bosch wordt Parker de zaal uitgeblazen. Een week later volgt de return voor 10.800 toeschouwers (onder wie liefst duizend Bosschenaren) in de Leidse Groenoordhal. EBBC regeert lange tijd en loopt aan de hand van de fantastische Dan Cramer en Kees Akerboom zelfs uit tot een voorsprong van veertien punten. In de laatste minuten wordt het toch nog spannend nadat Al Faber met een zware knieblessure is afgevoerd, maar het lukt toch. Twee punten verschil en de eerste titel.

### Nashua-tijdperk (1979-1991)
In december 1979 treedt Nashua aan als hoofdsponsor van EBBC. Dit zorgt voor continuïteit van de eerder dat jaar ingezette gouden periode van het Bossche basketbal. In tien jaar tijd wordt de ploeg negenmaal landskampioen (1979, 1980, 1981, 1983, 1984, 1985, 1986, 1987, 1988) en met spelers als Tom Barker, Dan Cramer, Mitchell Plaat, Henk Pieterse, David Lawrence, Paul Thompson en Mike Reddick leunt de ploeg voortdurend tegen de Europese top. In het seizoen 1981-1982 wordt Nashua zelfs derde in de finale poule van de Champions League. De finale van dat toernooi wordt op het nippertje gemist.
De successen leiden tot de bouw van de eerste echte basketbalhal van Nederland, Sporthal De Maaspoort. Op 3 september 1982 is de opening met het eerste van twee duels met een NBA All Stars selectie. Met onder anderen de toenmalige supersterren Adrian Dantley en Moses Malone. Dan Cramer en Mitchell Plaat schieten de superprofs naar een verrassende nederlaag (79-73). Later dat seizoen staat in De Maaspoort het finaletoernooi van de Wereldbeker voor clubteams op het programma. Nashua bereikt de finale, maar verliest net als in 1979 van Ford Cantù. De vader van de voormalige NBA-vedette Kobe Bryant, Joe Bryant, scoort in de slotseconde de winnende treffer. In 1986 bereikt Nashua Den Bosch de finale van de Haarlem Basketball Week maar deze gaat ruim verloren tegen Joegoslavië.

### EBBC (1991-2005)
Na 1985 werd EBBC's rol in Europa kleiner. De club kon geen beroep meer doen op Nederlandse Amerikanen die door de internationale basketbalfederatie als niet-Nederlanders werden aangemerkt en de buitenlandse clubs zagen de budgetten door dikke tv-rechten exorbitant stijgen. In Nederland bleef de club echter wel altijd een vooraanstaande rol vervullen.

### EiffelTowers Den Bosch (2005-2013)
In het begin van het seizoen 2005-2006 komt EiffelTowers Nijmegen over naar Den Bosch met onder andere spelers Leon Rodgers, Eric Nelson en Joachim Gomez. In dat seizoen werd EiffelTowers kampioen tegen MPC Capitals  na een zinderende finaleronde die gewonnen werd met 4-3 in de eigen Maaspoort Sports & Events.
In het seizoen 2006-2007 haalt EiffelTowers twee spelers vanuit Groningen: de guard Travis Young en topschutter Kees Akerboom jr., in dit seizoen heerste de Bossche ploeg in de Eredivisie, ze wonnen 36 van de 40 competitiewedstrijden en wonnen in de finale met 4-0 van Matrixx Magixx.
In de daarop volgende twee seizoenen gaat het met Amsterdam de strijd voor het landskampioenschap aan, beide seizoenen gaat het kampioenschap naar Amsterdam. Hierop volgt in het seizoen 2009-2010, een waar rampseizoen voor EiffelTowers, dat in de kwartfinale tegen 'satellietclub' de Friesland Aris wordt uitgeschakeld. Europees werd in de EuroChallenge, de derde competitie, wel goed gepresteerd. Hierin haalt het team de 2e groepsfase, net als het seizoen ervoor.
In 2012 werd EiffelTowers kampioen door in de finale met 1-4 te winnen van Zorg en Zekerheid Leiden. In 2013 pakte het voor de zesde keer de NBB Beker door Landstede Basketbal te verslaan in de finale.

### SPM Shoeters Den Bosch (2013-2016)
Sinds 2013 speelt het team onder de naam SPM Shoeters Den Bosch, naar de nieuwe hoofdsponsor SPM Shoes and Boots. Het rode tenue dat Den Bosch jaren droeg maakte plaats voor een zwart tenue met zilveren afwerkingen. In het eerste seizoen, 2013/14, was Den Bosch onder leiding van Sam Jones finalist in de DBL Finale, daarin werd 4–3 verloren van Groningen. Ook maakte de club dit seizoen haar Europese terugkeer in de EuroChallenge.
In het seizoen 2014/15 speelde Shoeters opnieuw in de EuroChallenge. Ditmaal overleefde de club de groepsfase ten koste van de Duitse subtopper Ratiopharm Ulm. In de Top 16 werden ze vierde en laatste in de groep.
In de NBB Beker bereikt Shoeters de finale. Deze wordt echter verloren van Groningen. Op 28 mei werd Shoeters landskampioen, nadat Donar met 4–1 in de Finale werd verslagen.

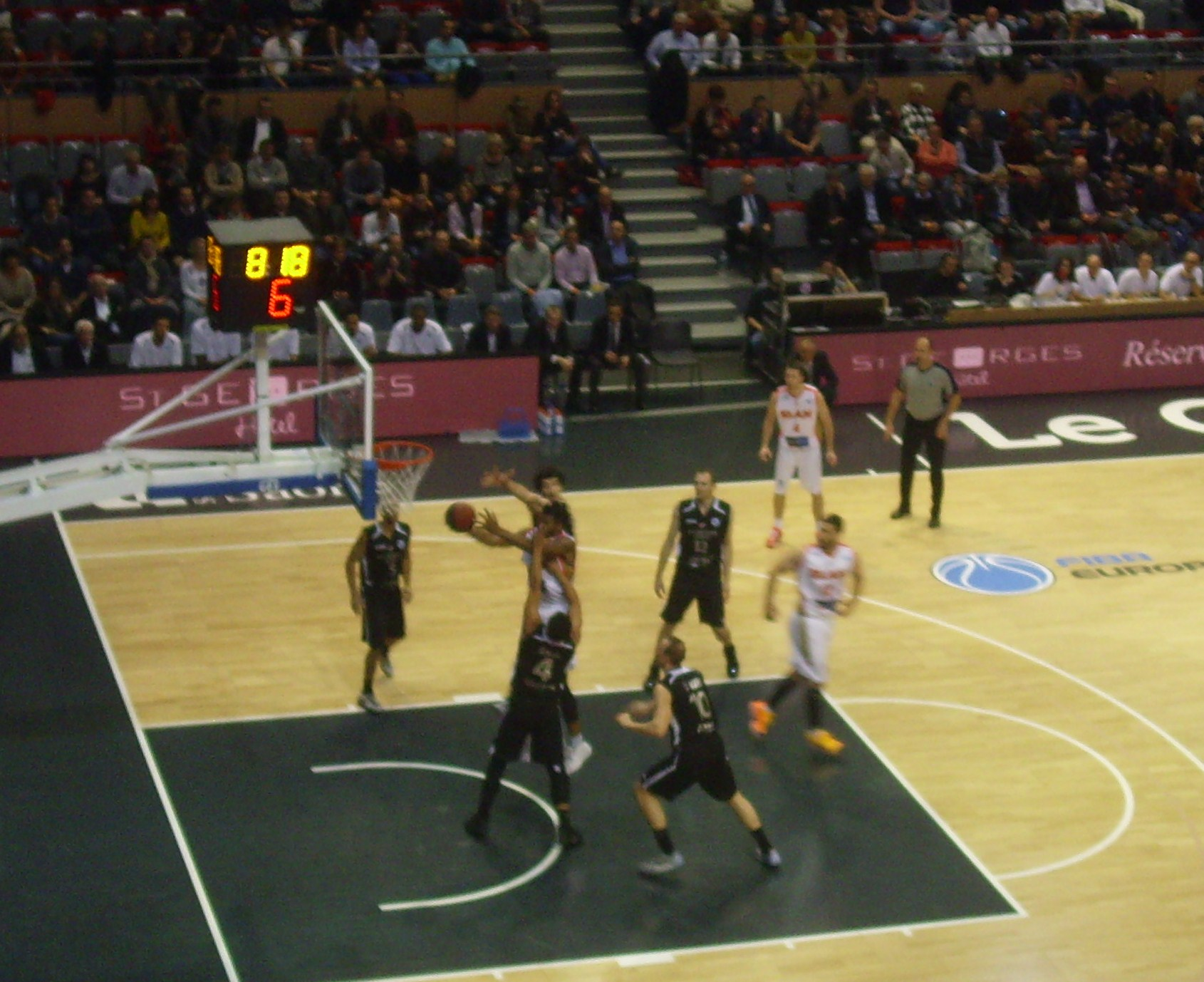
Élan Chalon spelend tegen SPM Shoeters in de FIBA Europe Cup 2015-2016

Voor de aanvang van het seizoen 2015/2016 werden grote Nederlandse talenten vastgelegd voor allemaal 3 jaar. Leon Williams en Valentijn Lietmeijer kwamen allebei over vanuit Landstede Zwolle. Maarten Bouwknecht kwam over van Donar Groningen. Ook bleef (wederom) de vaste kern in Den Bosch. Kees Akerboom, Stefan Wessels, Marcel Aarts, Mike Schilder, Ralf de Pagter en Arvin Slagter. Dejan Kravic werd voor de center-positie gehaald. Opvallend was dat dit seizoen slechts één buitenlandse speler voor Den Bosch uitkwam. 
Den Bosch won dit seizoen de Supercup en de NBB-Beker.
Aan het einde van het seizoen kwam naar buiten dat SPM Shoeters in financiële problemen zat en dat een crediteurenakkoord nodig was om een faillissement van de club te voorkomen. Dit werd uiteindelijk bereikt, waardoor professioneel basketbal in Den Bosch bleef bestaan. Na het wegvallen van SPM als hoofdsponsor, ging de club door het leven als Shooters Den Bosch.

### New Heroes (2016-2019)
In oktober 2016 werd de club overgenomen door het sportmarketingbedrijf Triple Double. De eigenaar van dat bedrijf, Bob van Oosterhout werd daar mee in feite, eigenaar van de Bossche club. In zijn kielzog ging clubicoon Jos Frederiks het technische gedeelte voor zijn rekening nemen. Dit was een rol die hij na zijn spelersloopbaan al eerder had vervuld bij de Bossche club. Bob van oosterhout temperde wel de (hooggespannen) verwachtingen en sprak van een marathon om de club weer aan de top te krijgen. Kort na de overname kon het eerste succes gemeld worden in de vorm van een hoofdsponsor voor drie seizoenen: New Heroes. Onder deze naam ging de club verder (New Heroes Basketball). Op 23 Augustus 2017 kondigde de club aan dat mede-eigenaar en technisch directeur Jos Frederiks een stap terug zou gaan doen om zich meer te kunnen gaan focussen op zijn bedrijf en privéleven.

### Heroes Den Bosch (2019-heden)
Na drie seizoenen New Heroes, vanaf 21 augustus 2019, ging de club verder als Heroes Den Bosch.
De vaste kleuren – rood en blauw – verwijzen naar de meest succesvolle periodes in het Bossche basketbal: Nashua Den Bosch (blauw) en EiffelTowers (rood). De naam Heroes eert niet alleen het roemruchte verleden en de vele basketbalhelden die de club heeft voortgebracht, het kenmerkt ook de ambitie om in de toekomst nog veel meer iconen in de Maaspoort tot wasdom te laten komen. Verder ligt er in de naam een directe link naar de meest beroemde Bosschenaar aller tijden: Jheronimus Bosch. Ten slotte is de naam van de stad weer integraal onderdeel van de clubnaam.
In de zomer van 2021 werd oud-speler Stefan Wessels aangesteld als general manager van de club. In de loop van de tweede helft van 2023 is hij zich meer op de commerciële kant gaan richten. In februari 2024 vond hij een nieuwe baan en is vertrokken. Johan Roijakkers is eind 2023 aangesteld als general manager. Hij is al jaren, met name als coach, actief in het basketbal. Johan gaat in seizoen 2024-2025 weer aan de slag als coach bij House of Talent Spurs Kortrijk. Bob van Oosterhout is de President van de Bossche basketbalorganisatie die  Heroes Basketball BV als naam draagt . Hij is mede eigenaar, naast vier nieuwe aandeelhouders die in de zomer van 2023 zijn toegetreden.  
In het seizoen 2021/22 werd de BNXT League geïntroduceerd, een nieuwe competitie waarin de Belgische en Nederlandse profcompetities fuseerden. Op 29 mei 2022 won Heroes haar 17e landtitel, zeven jaar na de laatste overwinning. In de finale werd Zorg en Zekerheid Leiden met 2-3 verslagen ondanks dat Leiden het thuisvoordeel had in de serie. De Bossche center Thomas van der Mars werd uitgeroepen tot de Finals MVP.
Seizoen 2022-2023 eindigde voor Heroes Den Bosch in de halve finale tegen Donar Groningen. Met 1-3 werden de Bosschenaren verslagen en kon men zich al vroeg gaan opmaken voor het volgende seizoen. 
Ook het seizoen 2023-2024 leverde voor Heroes Den Bosch wederom geen kampioenschap op. In de halve finale werd nog gewonnen van Donar Groningen, in de finale was Zorg en Zekerheid Leiden met 3-1 te sterk voor het keurkorps van Erik Braal. 
Dramatisch is dan de start in het seizoen 2024-2025. Van de eerste 11 wedstrijden (oefenwedstrijden, Supercup en competitie) weet Heroes Den Bosch er maar eentje te winnen. Na 7 wedstrijden in de BNXT League staat de ploeg stijf onderaan en heeft het al nederlagen te pakken tegen onder meer LWD Basket en Zeeuw en Zeeuw Feyenoord. Later dit seizoen zijn spelers Charlon Kloof en Terrence Bieshaar toegevoegd aan de selectie; mede daardoor is de weg omhoog gevonden. Op 23 maart 2025 werd de TOTO Basketball Cup gewonnen, op dat moment stond Heroes tevens 6de in de BNXT League, het hoogst geplaatste Nederlandse team. 

### Namen
Mede door de veranderende hoofdsponsors, heeft de club in het verleden meerdere namen gekend.
- 1952–1974: EBBC
- 1974–1977: Sperry Remington
- 1977–1978: Falcon Jeans
- 1978–1980: EBBC
- 1980–1991: Nashua Den Bosch
- 1991–1992: Pro-Specs Den Bosch
- 1992–1995: Canoe Jeans Den Bosch
- 1995–1996: America Today
- 1996–1997: Libertel Den Bosch
- 1997–1999: Libertel Dolphins Den Bosch
- 1999–2003: Canoe Jeans Den Bosch
- 2003–2005: Tulip
- 2005–2013: EiffelTowers Den Bosch
- 2013–2016: SPM Shoeters Den Bosch[9]
- 2016–okt. 2016: Shooters Den Bosch
- nov. 2016–2019: New Heroes Basketball[4]
- 2019–heden: Heroes Den Bosch[10]

### Resultaten

#### Staafdiagram
Het cijfer in iedere staaf is de bereikte positie in de reguliere competitie. De beste 8 uit de reguliere competitie spelen vervolgens de FEB Playoffs. Een gouden staaf geeft een behaalde landstitel weer na de gespeelde play-off, een zilveren staaf betekent eindigen als verliezend finalist in de play-off.
| 7 |

| 5 |

| 4 |

| 3 |

| 2 |

| 1 |

| 1 |

| 2 |

| 2 |

| 1 |

| 1 |

| 1 |

| 1 |

| 1 |

| 1 |

| 1 |

| 1 |

| 2 |

| 2 |

| 1 |

| 1 |

| 3 |

| 6 |

| 1 |

| 1 |

| 4 |

| 6 |

| 2 |

| 9 |

| 2 |

| 5 |

| 4 |

| 4 |

| 1 |

| 1 |

| 2 |

| 2 |

| 3 |

| 3 |

| 3 |

| 1 |

| 2 |

| 1 |

| 4 |

| 4 |

| 4 |

| 4 |

|  |

| 4 |

| 5 |

| 5 |

| 2 |

| 6 |

| Landskampioen |

| (verliezend) Finalist |

| Landskampioen |

| (verliezend) Finalist |

#### Tabel
| Seizoen | Niv. | Comp. | Pos. | Playoffs     | NBB-Beker    | Europese competities                                               |
| ------- | ---- | ----- | ---- | ------------ | ------------ | ------------------------------------------------------------------ |
| 1996–97 | 1    | FEB   | 1    | Kampioen     | –            | Saporta Cup – Groepsfase                                           |
| 1997–98 | 1    | FEB   | 4    | Halve finale | –            | 2 Saporta Cup – Groepsfase                                         |
| 1998–99 | 1    | FEB   | 4    | Halve finale | –            | –                                                                  |
| 1999–00 | 1    | FEB   | 2    | Kwartfinale  | Winnaar      | –                                                                  |
| 2000–01 | 1    | FEB   | 2    | Halve finale | –            | –                                                                  |
| 2001–02 | 1    | FEB   | 6    | Kwartfinale  | Winnaar      | –                                                                  |
| 2002–03 | 1    | FEB   | 5    | Halve finale | –            | –                                                                  |
| 2003–04 | 1    | FEB   | 4    | Finale       | –            | –                                                                  |
| 2004–05 | 1    | FEB   | 4    | Kwartfinale  | –            | –                                                                  |
| 2005–06 | 1    | FEB   | 1    | Kampioen     | 4e ronde     | 3 EuroCup Challenge – Tweede ronde                                 |
| 2006–07 | 1    | FEB   | 1    | Kampioen     | 4e ronde     | 2 ULEB Cup – Groepsfase                                            |
| 2007–08 | 1    | FEB   | 2    | Finale       | Winnaar      | 2 ULEB Cup – Groepsfase                                            |
| 2008–09 | 1    | FEB   | 2    | Finale       | Winnaar      | 3 EuroChallenge – Top 16                                           |
| 2009–10 | 1    | FEB   | 3    | Kwartfinale  | Kwartfinale  | 3 EuroChallenge – Top 16                                           |
| 2010–11 | 1    | DBL   | 3    | Halve finale | Halve finale | –                                                                  |
| 2011–12 | 1    | DBL   | 3    | Kampioen     | Kwartfinale  | –                                                                  |
| 2012–13 | 1    | DBL   | 1    | Halve finale | Winnaar      | –                                                                  |
| 2013–14 | 1    | DBL   | 2    | Finale       | Halve finale | 3 EuroChallenge – Groepsfase                                       |
| 2014–15 | 1    | DBL   | 1    | Kampioen     | Finale       | 3 EuroChallenge – Top 16                                           |
| 2015–16 | 1    | DBL   | 4    | Halve finale | Winnaar      | 3 FIBA Europe Cup – Groepsfase                                     |
| 2016–17 | 1    | DBL   | 4    | Halve finale | Laatste 16   | –                                                                  |
| 2017–18 | 1    | DBL   | 4    | Kwartfinale  | Laatste 16   | –                                                                  |
| 2018–19 | 1    | DBL   | 4    | Halve Finale | Kwartfinale  | 3 FIBA Europe Cup – Groepsfase                                     |
| 2019–20 | 1    | DBL   | –    | –            | –            | –                                                                  |
| 2020-21 | 1    | DBL   | 4    | Finale       | Kwart Finale | 3 FIBA Europe Cup – Top 16                                         |
| 2021-22 | 1    | BNXT  | 5    | Kampioen     | Finale       | 3 FIBA Europe Cup – Groepsfase                                     |
| 2022-23 | 1    | BNXT  | 5    | Halve Finale | Halve Finale | 2 Champions League – Kwalificatie 3 FIBA Europe Cup – Tweede ronde |
| 2023-24 | 1    | BNXT  | 2    | Finale       | Winnaar      | 2 Champions League – Kwalificatie 3 FIBA Europe Cup – Groepsfase   |
| 2024-25 | 1    | BNXT  | 6    | Winnaar      | Winnaar      | 2 Champions League – Kwalificatie                                  |

## Erelijst

### Nationaal
Landskampioen  (18x)  

1979, 1980, 1981, 1983, 1984, 1985, 1986, 1987, 1988, 1993, 1996, 1997, 2006, 2007, 2012, 2015, 2022, 2025 

Runner-up: 1982, 1989, 1990, 1991, 1992, 1994, 2004, 2008, 2009, 2014
NBB-Beker  (9x) 

1993, 2000, 2002, 2008, 2009, 2013, 2016, 2024, 2025

Runner-up: 1991, 2004, 2015, 2022
Supercup  (3x) 

2013, 2015, 2022 

Runner-up: 2012, 2016
Ricoh Cup  (1x) 
2000
Eerste divisie  (1x) 

1965

### Internationaal
EuropaCup I  (0x) 

Finale Poule: 1980, 1981, 1982, 1986, 1987
EuropaCup II  (0x) 

Runner-up: 1979
Wereldbeker  (0x) 

Runner-up: 1982  (Jones Cup) 

### Vriendschappelijk
Haarlem Basketball Week  (1x) 

2006

Runner-up: 1986, 1988, 1993

## Coaches
| Randy Wiel           | 2005–2009 |
| Don Beck             | 2009–2010 |
| Maarten van Gent     | 2010      |
| Raoul Korner         | 2010–2013 |
| Sam Jones            | 2013–2016 |
| Sander van der Holst | 2016–2017 |
| Silvano Poropat      | 2017–2018 |
| Ivica Skelin         | 2018–2019 |
| Jean-Marc Jaumin     | 2019–2021 |
| Erik Braal           | 2021–nu   |